# Ron Killings
Ronnie A. Killings (19 de gener de 1972 -), més conegut com a R-Truth, és un lluitador professional i raper estatunidenc, que treballa a la marca de SmackDown! de l'empresa World Wrestling Entertainment (WWE).